# Themone phormis
Themone phormis är en fjärilsart som beskrevs av Doubleday 1847. Themone phormis ingår i släktet Themone och familjen Riodinidae. Inga underarter finns listade i Catalogue of Life.